# Pilopogon lorentzii
Pilopogon lorentzii là một loài rêu trong họ Dicranaceae. Loài này được M. Fleisch. mô tả khoa học đầu tiên năm 1911.